# Järla läderfabrik

Järla läderfabrik var ett garveri i Nacka vars huvudprodukter var sulläder och drivremmar till industrin. Ett garveri hade startat i Järla omkring 1870. Företaget Joh. Wideqvist Läder och Remfabrikaktiebolag bildades 1888 och byggde en fabrik i Järla. Fabriken byggdes ut kring sekelskiftet 1900. Företaget sammanslogs 1905 med A. W. Lundins Läderfabrik och all verksamhet flyttades till Järla under namnet Stockholms Förenade Läder- och Remfabriker. Verksamheten verkade ha upphört 1914, men 1918 fanns ett nytt bolag AB Järla Läderfabrik som övertog fastigheterna i Järla. Verksamheten upphörde senast 1925 då Winborgs ättiksfabrik tog över lokalerna. En mindre del av byggnadskomplexet finns kvar, kraftigt ombyggd och påbyggd med en våning på 1950-talet. Den kvarvarande byggnaden har på 2010-talet byggts om till bostäder varvid ytterligare en våning tillkom.